# Quyền LGBT ở Botswana
Quyền đồng tính nữ, đồng tính nam, song tính và chuyển giới ở Botswana phải đối mặt với các vấn đề pháp lý mà những người không phải là LGBT không gặp phải. Cả hai hành vi tình dục đồng giới nam và nữ đều hợp pháp ở Botswana, kể từ ngày 11 tháng 6 năm 2019 sau phán quyết của Tòa án Tối cao nhất trí.
Trong những năm gần đây, cộng đồng LGBT đã trở nên rõ ràng hơn và được chấp nhận trong cộng đồng Botswana. Tòa án tối cao Botswana đã đi đầu trong các quyền LGBT trong nước.  Năm 2016, nó đã ra lệnh cho Chính phủ đăng ký tổ chức LGBT chính của Botswana và năm 2017, phán quyết rằng người chuyển giới có quyền lập hiến để thay đổi giới tính hợp pháp của họ. Phân biệt đối xử việc làm trên cơ sở khuynh hướng tình dục đã bị cấm từ năm 2010 tại Botswana, khiến nó trở thành một trong số ít các quốc gia châu Phi có sự bảo vệ như vậy đối với người LGBT.
LEGABIBO là nhóm vận động LGBT chính của đất nước, và thúc đẩy nhận thức và chấp nhận người LGBT.

## Dư luận
Một cuộc thăm dò ý kiến Afrobarometer năm 2016 cho thấy 43% Batswana sẽ được chào đón hoặc sẽ không bị làm phiền khi có một người hàng xóm đồng tính luyến ái.
Các nghiên cứu được thực hiện bởi Afrobarometer đã phát hiện ra rằng những người Botswana trẻ tuổi có khả năng chịu đựng những người đồng tính nam cao hơn.

## Bảng tóm tắt
| Hoạt động tình dục đồng giới hợp pháp                                                                                       | (Từ năm 2019) |
| Độ tuổi đồng ý | No            |
| Luật chống phân biệt đối xử chỉ trong việc làm                                                                              | (Từ năm 2010) |
| Luật chống phân biệt đối xử trong việc cung cấp hàng hóa và dịch vụ                                                         | No            |
| Luật chống phân biệt đối xử trong tất cả các lĩnh vực khác (Bao gồm phân biệt đối xử gián tiếp, ngôn từ kích động thù địch) | No            |
| Hôn nhân đồng giới | No            |
| Công nhận các cặp đồng giới                                                                                                 | No            |
| Con nuôi của các cặp vợ chồng đồng giới                                                                                     | No            |
| Con nuôi chung của các cặp đồng giới                                                                                        | No            |
| LGBT được phép phục vụ công khai trong quân đội                                                                             |               |
| Quyền thay đổi giới tính hợp pháp                                                                                           | (Từ năm 2017) |
| Truy cập IVF cho đồng tính nữ                                                                                               | No            |
| Mang thai hộ thương mại cho các cặp đồng tính nam                                                                           | No            |
| NQHN được phép hiến máu | No            |